# René Primevère Lesson
Pour les articles homonymes, voir Lesson.
René Primevère Lesson est un chirurgien, naturaliste, zoologiste et ornithologue français, né le 21 mars 1794 (1er germinal an II) à Rochefort et mort le 28 avril 1849 dans cette même ville.

## Biographie
Après des études à Rochefort, il entre à quinze ans et demi à l’École de médecine navale. Durant les guerres napoléoniennes, il sert dans la marine française. En 1811, il est chirurgien de troisième classe à bord de la frégate La Saal et en 1813, le chirurgien de deuxième classe sur le Redulus puis sur Le Cassard, après la disparition du navire précédent. Il travaille bénévolement au jardin botanique de Rochefort.
En 1816, il est diplômé officier de santé civile puis pharmacien de troisième classe. En 1818, il se marie avec Jeanne-Zoé Massiou qui meurt l'année suivante en donnant naissance à une fille. En 1820, il obtient la charge du muséum d’histoire naturelle de Rochefort. En 1821, il devient pharmacien de deuxième classe puis, l’année suivante, devient bachelier ès lettres. Il participe au voyage autour du monde à bord de La Coquille en 1822 à la fois comme médecin de bord et comme botaniste. Il est l’assistant de Prosper Garnot (1794-1838). Il rapporte de son voyage trois têtes maories momifiées; deux d'entre elles seront perdues, et la dernière sera transférée au Muséum d'histoire naturelle de La Rochelle en 1928.
Il devient pharmacien de première classe en 1825 et est fait chevalier de la Légion d'honneur. En 1827, il se remarie avec Marie-Clémence Dumont de Sainte-Croix, fille de l'administrateur et ornithologue Charles Henri Frédéric Dumont de Sainte-Croix (1758-1830). Il devient, l’année suivante, membre correspondant de l’Académie royale de médecine. En 1829, il devient membre de l’académie de La Rochelle et en 1833, membre correspondant de l’Académie des sciences. En 1832, il devient second pharmacien-chef. En 1834, il perd sa femme du choléra. En 1835, il est promu premier pharmacien-chef de marine. Il participe alors à la vie politique de la ville et est élu conseiller municipal de 1837 à 1847. En 1847, il est fait officier de la Légion d'honneur.
Lesson est le premier scientifique à observer les oiseaux de paradis dans l’archipel des Moluques et en Nouvelle-Guinée. Il décrit ainsi cette découverte :
« Dès les premiers jours de notre arrivée à la Nouvelle-Guinée, cette terre de promission des naturalistes, nous aperçûmes les paradisiers-émeraudes volants dans ces vieilles forêts, filles du temps, dont la sombre profondeur est peut-être plus magique et le plus pompeux spectacle qui puisse frapper les regards d’un Européen. Ces volatiles frappaient l’air avec grâce et par ondulations : les plumes de leurs flancs formaient un panache gracieux et aérien qui, sans hyperbole, ne ressemblait pas mal à un brillant météore, filant dans l’air dans une étoile. »
Il témoigne également de la difficulté d'étudier les oiseaux de pleine mer :
« L'obscurité qui enveloppe la connaissance de certains oiseaux pélagiens ne sera point entièrement dissipée de longtemps. La difficulté de se les procurer fait le désespoir du naturaliste, captif au milieu des planches flottantes, et le hasard seul peut mettre à même de les atteindre, lorsqu'ils volent près des navires, et que, frappés d'un plomb mortel, ils viennent tomber sur le vaisseau... »
À son retour à Paris, il passe sept ans à préparer la partie consacrée aux vertébrés dans le compte rendu officiel de l’expédition. Celui-ci paraît de 1826 à 1839 sous le titre de Voyage autour du monde entrepris par ordre du Gouvernement sur la corvette La Coquille. Pour Lesson, la terre étant à l’origine entièrement recouverte par les eaux, les premiers oiseaux créés ont été les oiseaux marins, la terre ferme émergeant peu à peu, ils ont été suivis par les oiseaux de proie, puis par les grallatores suivi par les graminivores (ces deux ensembles comprenant tous les autres oiseaux).
Il est aussi l’auteur du Manuel d'Ornithologie (1828), du Traité d'Ornithologie (1831), des Centurie Zoologique (1830-1832) et des Illustrations de zoologie (1832-1835). Il fait aussi paraître plusieurs monographies sur les oiseaux-mouches (dont il décrit 110 espèces sur les 330 connues aujourd’hui) et les paradisiers. Il complète l’œuvre de Buffon en 1835 en faisant paraître Complément aux œuvres de Buffon ou Histoire naturelle des animaux rares découverts par les naturalistes et les voyageurs depuis la mort de Buffon.
Il expose son expérience de médecin de marine dans son Manuel d'Histoire Naturelle Médicale et de Pharmacologie (1833) qui devient un ouvrage de référence.
En 1832, il dirige la pharmacie de la marine française à Rochefort. Son frère est le pharmacien de marine Pierre Adolphe Lesson (1805-1888), celui-ci participe au voyage L'Astrolabe à la recherche des vaisseaux perdus de Jean-François de La Pérouse (1741-1788) en 1826-1829.
Vers la fin de sa vie, il s'intéresse à l'archéologie régionale et publie ses Fastes historiques. Son portrait a été peint par Louis-Charles Arsenne.

## Espèces décrites
Oiseaux :
| cuculiformes                        | Passériformes                                  | Apodiformes                           | Coraciiformes                       | Strigiformes                   | Psittaciformes                | Piciformes                     | Charadriiformes                                            | Galliformes                       |
| ----------------------------------- | ---------------------------------------------- | ------------------------------------- | ----------------------------------- | ------------------------------ | ----------------------------- | ------------------------------ | ---------------------------------------------------------- | --------------------------------- |
| Géocoucou de Lesson (1842)          | Myzomèle à menton rouge (1827), avec Garnot    | Ariane de Lesson (1827)               | Motmot de Lesson (1842)             | Grand-duc de Magellanie (1828) | Psittrichas de Pesquet (1830) | Toucan à carène (1830)         | Sterne inca (1852), avec Garnot                            | Coq de Lafayette (1831)           |
| Malcoha sombre (1830)               | Bulbul brès (1831)                             | Coquette de Delattre (1839)           | Martin-chasseur d'Euphrosine (1827) | Chouette ocellée (1839)        | Amazone à nuque d'or (1842)   | Indicateur varié (1830)        | Attagis de Gay (1831), avec Geoffroy Saint-Hilaire         | Pénélope aburri (1828)            |
| Guira cantara (1830)                | Bécarde de Lesson (1831)                       | Ariane saphirine (1832)               | Todier de Porto Rico (1838)         |                                | Toui à bandeau jaune (1830)   | Pic canente (1832)             | Petite Sterne (1847)                                       | Colin à face blanche (1842)       |
| Malcoha sirkir (1830)               | Grallaire de Quito (1844)                      | Colibri d'Allen (1829)                | Brachyptérolle leptosome (1833)     |                                | Toui céleste (1847)           | Barbu à oreillons noirs (1830) | Vanneau pie (1826)                                         | Talégalle de Cuvier (1828)        |
| Coucal à face noire (1830)          | Geai bigarré (1839)                            | Ermite de Bourcier (1832)             |                                     |                                | Conure à tête rouge (1844)    | Pic de Guayaquil (1845)        | Pluvier de Leschenault (1826)                              | Éperonnier napoléon (1831)        |
| Coucal mênebiki (1828), avec Garnot | Corbeau brun (1831)                            | Colibri d'Anna (1829)                 |                                     |                                | Perruche de l'Himalaya (1831) | Barbu bigarré (1839)           | Thinocore de d'Orbigny (1831), avec Geoffroy Saint-Hilaire | Pénélope de Goudot (1828)         |
| Coucal atralbin (1826)              | Oriole noir et or (1844)                       | Campyloptère roux (1840)              |                                     |                                | Cacatoès à tête rouge (1837)  | Pic de Guadeloupe (1830)       | Labbe antarctique (1831)                                   | Ortalide écaillée (1829)          |
| Grand Géocoucou (1829)              | Paradisier caronculé (1835)                    | Hémiprocné à moustaches (1827)        |                                     |                                |                               |                                | Sterne hirundinacée (1831)                                 | Eulophe koklass (1829)            |
| Malcoha de Diard (1830)             | Sittelle bleue (1830)                          | Colibri héloïse (1839), avec Delattre |                                     |                                |                               |                                | Sterne voyageuse (1831)                                    | Éperonnier à queue bronzée (1831) |
|                                     | Bulbul à sourcils blancs (1841)                | Haut-de-chausses à palettes (1832)    |                                     |                                |                               |                                | Vanneau terne (1826)                                       |                                   |
|                                     | Campylorhynchus capistratus (1842)             | Sylphe à queue d'azur (1832)          |                                     |                                |                               |                                |                                                            |                                   |
|                                     | Monarque à collerette (1827), avec Garnot      | Émeraude de Canivet (1832)            |                                     |                                |                               |                                |                                                            |                                   |
|                                     | Batara de Bernard (1844)                       | Campyloptère à queue large (1832)     |                                     |                                |                               |                                |                                                            |                                   |
|                                     | Mino anaïs (1839)                              | Ermite tacheté (1830)                 |                                     |                                |                               |                                |                                                            |                                   |
|                                     | Oriole d'Abeillé (1839)                        | Coquette de Gould (1832)              |                                     |                                |                               |                                |                                                            |                                   |
|                                     | Saltator à tête noire (1832)                   | Émeraude d'Hispaniola (1829)          |                                     |                                |                               |                                |                                                            |                                   |
|                                     | Shama à queue rousse (1839)                    | Colibri vesper (1829)                 |                                     |                                |                               |                                |                                                            |                                   |
|                                     | Cassican des mangroves (1827), avec Garnot     | Ariane à poitrine blanche (1859)      |                                     |                                |                               |                                |                                                            |                                   |
|                                     | Eurycère de Prévost (1831)                     | Inca céleste (1833)                   |                                     |                                |                               |                                |                                                            |                                   |
|                                     | Oriole d'Audubon (1839)                        | Colibri du Chili (1827)               |                                     |                                |                               |                                |                                                            |                                   |
|                                     | Bulbul aux yeux blancs (1839)                  | Colibri à gorge bleue (1830)          |                                     |                                |                               |                                |                                                            |                                   |
|                                     | Noircap loriot (1831)                          | Ermite vert (1833)                    |                                     |                                |                               |                                |                                                            |                                   |
|                                     | Tangara ceinturé (1831)                        | Ariane à couronne azur (1829)         |                                     |                                |                               |                                |                                                            |                                   |
|                                     | Couturière à tête rousse (1830)                | Colibri zémès (1832)                  |                                     |                                |                               |                                |                                                            |                                   |
|                                     | Corbeau à collier (1831)                       | Saphir œnone (1832)                   |                                     |                                |                               |                                |                                                            |                                   |
|                                     | Corbeau calédonien (1831)                      | Colibri de Fanny (1838)               |                                     |                                |                               |                                |                                                            |                                   |
|                                     | Mino de Dumont (1827)                          | Colibri lumachelle (1839)             |                                     |                                |                               |                                |                                                            |                                   |
|                                     | Pardaliparus elegans (1831)                    | Métallure phébé (1839), avec Delattre |                                     |                                |                               |                                |                                                            |                                   |
|                                     | Créadion de Lesson (1828)                      |                                       |                                     |                                |                               |                                |                                                            |                                   |
|                                     | Batara géant (1831)                            |                                       |                                     |                                |                               |                                |                                                            |                                   |
|                                     | Cassique de Montezuma (1830)                   |                                       |                                     |                                |                               |                                |                                                            |                                   |
|                                     | Calliste superbe (1831)                        |                                       |                                     |                                |                               |                                |                                                            |                                   |
|                                     | Souimanga satiné (1827)                        |                                       |                                     |                                |                               |                                |                                                            |                                   |
|                                     | Mésange nord-africaine (1831)                  |                                       |                                     |                                |                               |                                |                                                            |                                   |
|                                     | Quéo rosalbin (1832)                           |                                       |                                     |                                |                               |                                |                                                            |                                   |
|                                     | Todirostre familier (1831)                     |                                       |                                     |                                |                               |                                |                                                            |                                   |
|                                     | Monarque à ailes tachetées (1829), avec Garnot |                                       |                                     |                                |                               |                                |                                                            |                                   |
|                                     | Gladiateur soufré (1831)                       |                                       |                                     |                                |                               |                                |                                                            |                                   |
|                                     | Rhodospingue ponceau (1844)                    |                                       |                                     |                                |                               |                                |                                                            |                                   |
|                                     | Corythopis de Delalande (1831)                 |                                       |                                     |                                |                               |                                |                                                            |                                   |
|                                     | Tangara à nuque jaune (1831)                   |                                       |                                     |                                |                               |                                |                                                            |                                   |
|                                     | Paradisier de Keraudren (1826), avec Garnot    |                                       |                                     |                                |                               |                                |                                                            |                                   |
|                                     | Paradisier noir (1830)                         |                                       |                                     |                                |                               |                                |                                                            |                                   |
|                                     | Étourneau caronculé (1847)                     |                                       |                                     |                                |                               |                                |                                                            |                                   |
|                                     | Organiste de brousse (1842)                    |                                       |                                     |                                |                               |                                |                                                            |                                   |
|                                     | Notodèle de la Sonde (1834)                    |                                       |                                     |                                |                               |                                |                                                            |                                   |
|                                     | Troglodyte à nuque rousse (1838)               |                                       |                                     |                                |                               |                                |                                                            |                                   |
|                                     | Pie-grièche à dos marron (1832)                |                                       |                                     |                                |                               |                                |                                                            |                                   |
|                                     | Corbicrave leucoptère (1831)                   |                                       |                                     |                                |                               |                                |                                                            |                                   |
|                                     | Pitohui kirhocephalus (1827)                   |                                       |                                     |                                |                               |                                |                                                            |                                   |
|                                     | Polochion moine (1831)                         |                                       |                                     |                                |                               |                                |                                                            |                                   |
|                                     | Cordon-noir élégant (1844)                     |                                       |                                     |                                |                               |                                |                                                            |                                   |
|                                     | Iodopleure manakin (1831)                      |                                       |                                     |                                |                               |                                |                                                            |                                   |
|                                     | Corvinelle à bec jaune (1830)                  |                                       |                                     |                                |                               |                                |                                                            |                                   |
|                                     | Sittelle indienne (1830)                       |                                       |                                     |                                |                               |                                |                                                            |                                   |
|                                     | Grimpar à collier (1844)                       |                                       |                                     |                                |                               |                                |                                                            |                                   |
|                                     | Échenilleur de Macé (1831)                     |                                       |                                     |                                |                               |                                |                                                            |                                   |
|                                     | Dicée de Maugé (1830)                          |                                       |                                     |                                |                               |                                |                                                            |                                   |
|                                     | Sporophile télasco (1828)                      |                                       |                                     |                                |                               |                                |                                                            |                                   |
|                                     | Méliphage varié (1830)                         |                                       |                                     |                                |                               |                                |                                                            |                                   |
|                                     | Sporophile faux-bouvron (1831)                 |                                       |                                     |                                |                               |                                |                                                            |                                   |
|                                     | Furnarius cinnamomeus (1844)                   |                                       |                                     |                                |                               |                                |                                                            |                                   |
|                                     | Méliphage à tête noire (1839)                  |                                       |                                     |                                |                               |                                |                                                            |                                   |
|                                     | Dicée à gorge blanche (1828), avec Garnot      |                                       |                                     |                                |                               |                                |                                                            |                                   |
|                                     | Rhipidure moucheté (1831)                      |                                       |                                     |                                |                               |                                |                                                            |                                   |
|                                     | Sporophile perroquet (1842)                    |                                       |                                     |                                |                               |                                |                                                            |                                   |
|                                     | Souimanga violet (1833)                        |                                       |                                     |                                |                               |                                |                                                            |                                   |
|                                     | Piranga bourgogne (1834)                       |                                       |                                     |                                |                               |                                |                                                            |                                   |
|                                     | Pomatostome d'Isidore (1827)                   |                                       |                                     |                                |                               |                                |                                                            |                                   |
|                                     | Troglodyte zoné (1832)                         |                                       |                                     |                                |                               |                                |                                                            |                                   |
|                                     | Mohoua à tête blanche (1830)                   |                                       |                                     |                                |                               |                                |                                                            |                                   |
|                                     | Miro boodang (1837)                            |                                       |                                     |                                |                               |                                |                                                            |                                   |

| Columbiformes                                | Tinamiformes            | Suliformes                              | Procellariiformes           | Ciconiiformes             | Accipitriformes               | Anseriformes          |
| -------------------------------------------- | ----------------------- | --------------------------------------- | --------------------------- | ------------------------- | ----------------------------- | --------------------- |
| Colombe de Cécile (1845)                     | Tinamou cannelle (1842) | Cormoran de Gaimard (1828), avec Garnot | Pétrel des Kerguelen (1831) | Marabout d'Afrique (1831) | Aigle de Verreaux (1831)      | Tadorne radjah (1828) |
| Colombe inca (1847)                          |                         | Cormoran à aigrettes (1831)             | Puffin d'Audubon (1839)     |                           | Buse à tête blanche (1843)    |                       |
| Ptilope des Mariannes (1831)                 |                         | Fou masqué (1831)                       | Puffinure de Garnot (1828)  |                           | Bondrée à longue queue (1828) |                       |
| Carpophage de Zoé (1826)                     |                         | Cormoran des Bougainville (1837)        | Albatros royal (1825)       |                           | Aigle lancéolé (1831)         |                       |
| Colombe écaillée (1831)                      |                         |                                         |                             |                           |                               |                       |
| Pigeon du Chili (1827), avec Garnot          |                         |                                         |                             |                           |                               |                       |
| Carpophage de Micronésie (1827), avec Garnot |                         |                                         |                             |                           |                               |                       |

Mammifères :
- Otarie de Californie (1828)
- Phoque de Weddell (1826)
- Otarie à fourrure de Nouvelle-Zélande (1828)
- Orang-outan de Sumatra (1827)

Poissons :
- Thon à nageoires noires (1831)
- Requin longimane (1861)
- Hippocampus abdominalis (1827)

Reptiles :
- Emoia cyanura (1826)
- Emoia atrocostata (1830)
- Microlophus peruvianus (1830)
- Crocodile des marais (1831)

Amphibiens :
- Pleurodema thaul (1799)
- Rainette verte et dorée (1827)